# Carolinaia japonica
Carolinaia japonica är en insektsart. Carolinaia japonica ingår i släktet Carolinaia och familjen långrörsbladlöss. Inga underarter finns listade i Catalogue of Life.